# Giovanni Battista alla sorgente
Il san Giovanni Battista alla sorgente (o Giovanni Battista alla fonte/fontana) è una delle sette versioni su "San Giovannino" (Giovanni Battista ritratto giovinetto) attribuite a Michelangelo Merisi da Caravaggio; l'argomento rimane in parte controverso in quanto alcuni critici considerano questa ed altre come copie e non originali del maestro lombardo.
Può essere anche considerata una tela iniziata dal Caravaggio e completata da un'altra mano intorno al 1610; le due versioni maggiormente conosciute sono quella conservata nella collezione Bonelli a La Valletta e a Londra da privati.

## Storia
Se accettiamo che la paternità di questo lavoro sia di Caravaggio possiamo presumere che sia stato dipinto durante la sua permanenza, durata all'incirca quindici mesi, a Malta tra il 1607-08. I suoi altri dipinti certi di questo periodo sono il Ritratto di Alof de Wignacourt e la Decollazione di san Giovanni Battista; quest'ultima opera, esposta nella Concattedrale di San Giovanni, è anche l'unica firmata dalla mano dell'artista.
Nell'isola il pittore viene accettato nell'ordine dei Cavalieri Ospitalieri (o "di san Giovanni di Gerusalemme") detti anche "Cavalieri di Malta", ma ne diviene nei fatti il loro pittore ufficiale; il suo soggiorno si conclude però dopo poco più di un anno a seguito di un crimine misterioso, seguito dalla sua espulsione in quanto "membro marcio e fetido".
Questo grave crimine commesso a Malta da Caravaggio è stato fonte di innumerevoli speculazioni, ma è probabilmente moto grave e addirittura punibile con la morte se costringe l'artista a fuggire immediatamente. La maggior parte dei commentatori contemporanei ritengono che sia in ogni caso stato un atto di violenza; il biografo Giovanni Baglione scrive che il pittore avesse un disaccordo con uno dei cavalieri appartenenti alla nobiltà europea.
Giovanni Pietro Bellori, che visitò l'isola 50 anni dopo l'evento per poter ammirare la "Decollazione" scrive che Caravaggio si sia scontrato con uno dei cavalieri più importanti, il che provocò le ire del Gran Maestro dell'Ordine di Malta; questo fatto lo costrinse a fuggire. È altresì possibile che il reato ascrittogli abbia avuto a che fare con un duello e che il suo responsabile sia stato trattato con estrema severità; ma la pena massima per aver partecipato ad un duello era in ogni caso la prigione, non certo la pena di morte.
La pena capitale veniva allora applicata per gli omicidi; ora, una morte avvenuta durante un duello o nel bel mezzo di una rissa veniva considerata essere un omicidio, ma in questo caso si lascia intendere che il cavaliere offeso sia sopravvissuto: Peter Robb suggerisce nella sua biografia che la colpa avrebbe invece potuto essere una condotta sessuale non conforme alle regole, ma ciò rimane finora solo una sua supposizione.

## Descrizione
Il dipinto è conservato in una collezione privata a Malta, di difficile accesso, il che ha impedito a molti ricercatori di studiarlo. Nonostante questo John Gash lo considera un originale di Caravaggio, notando la somiglianza nel trattamento della superficie corporea con l'Amorino dormiente, con certezza attribuitogli e datato a quello stesso periodo maltese.
Si tratta di un dipinto gravemente danneggiato, soprattutto nelle parti riferite al paesaggio. Il tema del giovane Giovanni Battista che si abbevera ad una sorgente si riferisce alla tradizione evangelica che vuole ch'egli abbia bevuto solo acqua durante tutto il tempo della sua permanenza nel deserto. La tela è realizzata secondo le norme più estreme del chiaroscuro, tipicamente caravaggesco, così come lo è la scelta di immortalare il Battista da ragazzo, questa volta però inserendolo in un paesaggio molto buio ma dove si apre verso in alto un pezzo di cielo che risulta così essere più chiaro, quantunque rimanga minaccioso.